# Luckton
Luckton, manje neklasificirano pleme američkih Indijanaca koje je 1806. naseljeno na oregonskoj obali južno od Tillamooka. Populacija im je u to vrijeme procjenjena na 200. Prvi ih spominju ih Lewis i Clark kao Luckton, i navode ga govore jezikom killamuck (tillamook). U Amer. Pioneer, 189, 1843. navode se kao Lukton.